# Rody Rijnders
Roderick Falesca Renée Trygvae "Rody" Rijnders (ur. 1 marca 1941 w Balikpapan, zm. 15 stycznia 2018 w Amersfoort) – holenderski wioślarz (sternik), srebrny medalista olimpijski.

## Kariera
Urodził się na terenie dzisiejszej Indonezji, trenował w klubie D.S.R.V. Laga.
Wystąpił na igrzyskach olimpijskich w Meksyku w 1968, gdzie Holendrzy w składzie: Herman Suselbeek, Hadriaan van Nes i Rody Rijnders zdobyli srebrny medal w dwójkach ze sternikiem. W finale o 1,99 sekundy przegrali z osadą Włoch, a o 1,27 sekundy wyprzedzili osadę Danii. Był to jego jedyny start olimpijski.
W tej samej konkurencji wywalczył brąz na mistrzostwach Europy w Duisburgu (1965).
Kształcił się na Uniwersytecie Technicznym w Delfcie.